# Championnat DTM 2013
Navigation
Édition précédente Édition suivante
Le championnat DTM 2013 se déroule du 5 mai 2013 au 20 octobre 2013, sur un total de dix courses dont pour la première fois une course à Moscou.

## Repères de début de saison
- Avec l'arrivée de la jeune écurie MTEK, de Marco Wittmann et de Timo Glock, BMW aligne cette année 8 voitures contre 6 l'année précédente[2]. Les pilotes déjà présents en 2012 ont été reconduits.
- Audi a décidé de jouer la carte de la continuité en prolongeant sept de ses huit pilotes 2012[3]. Seule Rahel Frey cède sa place à Jamie Green, parti de chez Mercedes-Benz[4].
- Les pilotes David Coulthard et Susie Wolff quittent le championnat et ne piloteront plus pour Mercedes-Benz[5]. À la suite de la disparition de l'écurie Persson Motorsport, le constructeur allemand a décidé de n'engager que six voitures et de conserver ses derniers pilotes, tout en officialisant le jeune Daniel Juncadella[6]. Ralf Schumacher cède lui sa place au jeune Pascal Wehrlein et s'occupera désormais de la gestion du team Mücke Motorsport et de l'entrainement du Junior Team Mercedes[7].

## Engagés
| Équipe              | Voiture                  | No. | Pilote             | Manches |
| ------------------- | ------------------------ | --- | ------------------ | ------- |
| BMW Team Schnitzer  | BMW M3 DTM               | 1   | Bruno Spengler     | Toutes  |
| BMW Team Schnitzer  | BMW M3 DTM               | 2   | Dirk Werner        | Toutes  |
| HWA Team            | DTM AMG Mercedes C-Coupé | 3   | Gary Paffett       | Toutes  |
| HWA Team            | DTM AMG Mercedes C-Coupé | 4   | Roberto Merhi      | Toutes  |
| HWA Team            | DTM AMG Mercedes C-Coupé | 9   | Christian Vietoris | Toutes  |
| HWA Team            | DTM AMG Mercedes C-Coupé | 10  | Robert Wickens     | Toutes  |
| Team Rosberg        | Audi RS5 DTM             | 5   | Edoardo Mortara    | Toutes  |
| Team Rosberg        | Audi RS5 DTM             | 6   | Filipe Albuquerque | Toutes  |
| BMW Team RBM        | BMW M3 DTM               | 7   | Augusto Farfus     | Toutes  |
| BMW Team RBM        | BMW M3 DTM               | 8   | Joey Hand          | Toutes  |
| Abt Sportsline      | Audi RS5 DTM             | 11  | Mattias Ekström    | Toutes  |
| Abt Sportsline      | Audi RS5 DTM             | 12  | Jamie Green        | Toutes  |
| BMW Team RMG        | BMW M3 DTM               | 15  | Martin Tomczyk     | Toutes  |
| BMW Team RMG        | BMW M3 DTM               | 16  | Andy Priaulx       | Toutes  |
| Mücke Motorsport    | DTM AMG Mercedes C-Coupé | 17  | Daniel Juncadella  | Toutes  |
| Mücke Motorsport    | DTM AMG Mercedes C-Coupé | 18  | Pascal Wehrlein    | Toutes  |
| Phoenix Racing      | Audi RS5 DTM             | 19  | Mike Rockenfeller  | Toutes  |
| Phoenix Racing      | Audi RS5 DTM             | 20  | Miguel Molina      | Toutes  |
| BMW Team MTEK (en)  | BMW M3 DTM               | 21  | Marco Wittmann     | Toutes  |
| BMW Team MTEK (en)  | BMW M3 DTM               | 22  | Timo Glock         | Toutes  |
| Audi Sport Team Abt | Audi RS5 DTM             | 23  | Timo Scheider      | Toutes  |
| Audi Sport Team Abt | Audi RS5 DTM             | 24  | Adrien Tambay      | Toutes  |

## Calendrier
| Épreuve | Circuit      | Date         | Pole Position      | Meilleur tour      | Vainqueur pilote  | Vainqueur écurie   |
| ------- | ------------ | ------------ | ------------------ | ------------------ | ----------------- | ------------------ |
| 1       | Hockenheim   | 5 mai        | Timo Scheider      | Augusto Farfus     | Augusto Farfus    | BMW Team RBM       |
| 2       | Brands Hatch | 19 mai       | Mike Rockenfeller  | Gary Paffett       | Mike Rockenfeller | Phoenix Racing     |
| 3       | Spielberg    | 2 juin       | Bruno Spengler     | Marco Wittmann     | Bruno Spengler    | BMW Team Schnitzer |
| 4       | Lausitzring  | 16 juin      | Christian Vietoris | Mike Rockenfeller  | Gary Paffett      | HWA AG             |
| 5       | Norisring    | 14 juillet   | Robert Wickens     | Christian Vietoris | Pas de vainqueur  | Pas de vainqueur   |
| 6       | Moscou       | 4 août       | Mike Rockenfeller  | Adrien Tambay      | Mike Rockenfeller | Phoenix Racing     |
| 7       | Nürburgring  | 18 août      | Augusto Farfus     | Pascal Wehrlein    | Robert Wickens    | HWA AG             |
| 8       | Oschersleben | 15 septembre | Jamie Green        | Joey Hand          | Augusto Farfus    | BMW Team RBM       |
| 9       | Zandvoort    | 29 septembre | Marco Wittmann     | Marco Wittmann     | Augusto Farfus    | BMW Team RBM       |
| 10      | Hockenheim   | 20 octobre   | Bruno Spengler     | Christian Vietoris | Timo Glock        | BMW Team MTEK      |

## Classements
Système de points
Les points de la course sont attribués aux 10 premiers pilotes classés. Aucun point n'est attribué pour la pole position et pour le meilleur tour en course. Ce système d'attribution des points est utilisé pour chaque course du championnat.
| Position | 1er | 2e | 3e | 4e | 5e | 6e | 7e | 8e | 9e | 10e |
| Points   | 25  | 18 | 15 | 12 | 10 | 8  | 6  | 4  | 2  | 1   |

### Championnat des pilotes
| Pos. | Pilote             | HOC  | BRH  | RBR  | LAU | NOR  | MOS  | NÜR  | OSC | ZAN  | HOC  | Points |
| ---- | ------------------ | ---- | ---- | ---- | --- | ---- | ---- | ---- | --- | ---- | ---- | ------ |
| 1    | Mike Rockenfeller  | 8    | 1    | 4    | 2   | 5    | 1    | 4    | 2   | 2    | 16   | 142    |
| 2    | Augusto Farfus     | 1    | Abd. | 6    | 12  | 16   | 3    | 2    | 1   | 1    | 11   | 116    |
| 3    | Bruno Spengler     | 5    | 2    | 1    | 7   | 6    | 19   | 14   | 21† | 20   | 3    | 82     |
| 4    | Christian Vietoris | 3    | 8    | 7    | 3   | 3    | 10   | 3    | 18  | 15   | 7    | 77     |
| 5    | Robert Wickens     | Abd. | 3    | 12   | 4   | 2    | 12   | 1    | 22† | 16   | 18   | 70     |
| 6    | Gary Paffett       | 4    | 6    | 9    | 1   | 18†  | 5    | 17   | 6   | 9    | 9    | 69     |
| 7    | Mattias Ekström    | Abd. | 7    | 5    | 8   | Dsq. | 2    | 13   | 7   | 4    | 4    | 68     |
| 8    | Marco Wittmann     | 9    | 4    | 2    | 21† | 10   | 15   | 7    | 12  | 5    | Dsq. | 49     |
| 9    | Timo Glock         | Abd. | 13   | 3    | 14  | 13   | 16   | 18   | 15  | 18   | 1    | 40     |
| 10   | Timo Scheider      | 6    | 9    | 16   | 20  | Abd. | 9    | Abd. | 5   | 3    | 13   | 37     |
| 11   | Jamie Green        | 14   | 15   | 18   | 5   | 19†  | 6    | 9    | 3   | 13   | 12   | 35     |
| 12   | Joey Hand          | 7    | 5    | Abd. | 15  | 8    | 7    | Abd. | 16  | 7    | 20   | 32     |
| 13   | Dirk Werner        | 2    | 12   | 8    | 13  | 11   | 8    | 15   | 13  | 21†  | 8    | 30     |
| 14   | Adrien Tambay      | Abd. | 18   | 11   | 11  | 15   | 4    | 6    | 9   | 6    | 14   | 30     |
| 15   | Roberto Merhi      | 10   | 16   | 20   | 10  | 7    | 14   | 19   | 14  | Abd. | 2    | 26     |
| 16   | Daniel Juncadella  | 12   | 20   | 13   | 6   | 4    | 18   | Abd. | 17  | 17   | 10   | 21     |
| 17   | Miguel Molina      | 15   | 11   | 14   | 16  | 14   | Abd. | 8    | 8   | 10   | 5    | 19     |
| 18   | Filipe Albuquerque | 16   | 17   | 17   | 18  | 12   | 13   | 11   | 4   | 8    | Abd. | 16     |
| 19   | Martin Tomczyk     | 13   | 14   | Abd. | 19  | Abd. | 17   | 5    | 20† | 11   | 19   | 10     |
| 20   | Andy Priaulx       | 17†  | 19   | 19   | 22  | 9    | 20   | 16   | 19  | 19   | 6    | 10     |
| 21   | Edoardo Mortara    | Abd. | 21†  | 15   | 9   | 17†  | Abd. | 12   | 10  | 14   | 15   | 3      |
| 22   | Pascal Wehrlein    | 11   | 10   | 10   | 17  | 20†  | 11   | 10   | 11  | 12   | 17   | 3      |
| Pos. | Pilote             | HOC  | BRH  | RBR  | LAU | NOR  | MOS  | NÜR  | OSC | ZAN  | HOC  | Points |

| Couleur | Résultat           |
| ------- | ------------------ |
| Or      | Vainqueur          |
| Argent  | 2e place           |
| Bronze  | 3e place           |
| Vert    | Dans les points    |
| Bleu    | Hors des points    |
| Bleu    | Non classé (NC)    |
| Violet  | Abandon (Abd)      |
| Rouge   | Non qualifié (NQ)  |
| Noire   | Disqualifié (Dsq.) |
| Blanc   | Non partant (NP)   |
| Vide    | N'a pas participé  |

### Championnat des écuries
| Pos. | Écurie                         | No. | HOC  | BRH  | RBR  | LAU | NOR  | MOS  | NÜR  | OSC | ZAN  | HOC  | Points |
| ---- | ------------------------------ | --- | ---- | ---- | ---- | --- | ---- | ---- | ---- | --- | ---- | ---- | ------ |
| 1    | Audi Sport Team Phoenix        | 19  | 8    | 1    | 4    | 2   | 5    | 1    | 4    | 2   | 2    | 16   | 161    |
| 1    | Audi Sport Team Phoenix        | 20  | 15   | 11   | 14   | 16  | 14   | Abd. | 8    | 8   | 10   | 5    | 161    |
| 2    | BMW Team RBM                   | 7   | 1    | Abd. | 6    | 12  | 16   | 3    | 2    | 1   | 1    | 11   | 148    |
| 2    | BMW Team RBM                   | 8   | 7    | 5    | Abd. | 15  | 8    | 7    | Abd. | 16  | 7    | 20   | 148    |
| 3    | HWA Team                       | 9   | 3    | 8    | 7    | 3   | 3    | 10   | 3    | 18  | 15   | 7    | 147    |
| 3    | HWA Team                       | 10  | Abd. | 3    | 12   | 4   | 2    | 12   | 1    | 22† | 16   | 18   | 147    |
| 4    | BMW Team Schnitzer             | 1   | 5    | 2    | 1    | 7   | 6    | 19   | 14   | 21† | 20   | 3    | 112    |
| 4    | BMW Team Schnitzer             | 2   | 2    | 12   | 8    | 13  | 11   | 8    | 15   | 13  | 21†  | 8    | 112    |
| 5    | Audi Sport Team Abt Sportsline | 11  | Abd. | 7    | 5    | 8   | Dsq. | 2    | 13   | 7   | 4    | 4    | 103    |
| 5    | Audi Sport Team Abt Sportsline | 12  | 14   | 15   | 18   | 5   | 19†  | 6    | 9    | 3   | 13   | 12   | 103    |
| 6    | HWA Team                       | 3   | 4    | 6    | 9    | 1   | 18   | 5    | 17   | 6   | 9    | 9    | 95     |
| 6    | HWA Team                       | 4   | 10   | 16   | 20   | 10  | 7    | 14   | 19   | 14  | Abd. | 2    | 95     |
| 7    | BMW Team MTEK                  | 21  | 9    | 4    | 2    | 21† | 10   | 15   | 7    | 12  | 5    | Dsq. | 89     |
| 7    | BMW Team MTEK                  | 22  | Abd. | 13   | 3    | 14  | 13   | 16   | 18   | 15  | 18   | 1    | 89     |
| 8    | Audi Sport Team Abt            | 23  | 6    | 9    | 16   | 20  | Abd. | 9    | Abd. | 5   | 3    | 13   | 67     |
| 8    | Audi Sport Team Abt            | 24  | Abd. | 18   | 11   | 11  | 15   | 4    | 6    | 9   | 6    | 14   | 67     |
| 9    | Mücke Motorsport               | 17  | 12   | 20   | 13   | 6   | 4    | 18   | Abd. | 17  | 17   | 10   | 24     |
| 9    | Mücke Motorsport               | 18  | 11   | 10   | 10   | 17  | 20†  | 11   | 10   | 11  | 12   | 17   | 24     |
| 10   | BMW Team RMG                   | 15  | 13   | 14   | Abd. | 19  | Abd. | 17   | 5    | 20† | 11   | 19   | 20     |
| 10   | BMW Team RMG                   | 16  | 17†  | 19   | 19   | 22† | 9    | 20   | 16   | 19  | 19   | 6    | 20     |
| 11   | Audi Sport Team Rosberg        | 5   | Abd. | 21†  | 15   | 9   | 17   | Abd. | 12   | 10  | 14   | 15   | 19     |
| 11   | Audi Sport Team Rosberg        | 6   | 16   | 17   | 17   | 18  | 12   | 13   | 11   | 4   | 8    | Abd. | 19     |
| Pos. | Écurie                         | No. | HOC  | OSC  | HUN  | NOR | MOS  | RBR  | NÜR  | LAU | ZAN  | HOC  | Points |

### Championnat des constructeurs
| Pos. | Constructeur  | HOC | BRH | RBR | LAU | NOR | MOS | NÜR | OSC | ZAN | HOC | Points |
| ---- | ------------- | --- | --- | --- | --- | --- | --- | --- | --- | --- | --- | ------ |
| 1    | BMW           | 61  | 40  | 70  | 6   | 15  | 25  | 34  | 25  | 41  | 52  | 369    |
| 2    | Audi          | 12  | 33  | 22  | 34  | 10  | 65  | 26  | 65  | 58  | 22  | 347    |
| 3    | Mercedes-Benz | 28  | 28  | 9   | 61  | 51  | 11  | 41  | 8   | 2   | 27  | 266    |
| Pos. | Constructeur  | HOC | BRH | RBR | LAU | NOR | MOS | NÜR | OSC | ZAN | HOC | Points |